# Balachowskyacris olivaceus
Balachowskyacris olivaceus är en insektsart som först beskrevs av Bruner, L. 1908.  Balachowskyacris olivaceus ingår i släktet Balachowskyacris och familjen gräshoppor. Inga underarter finns listade i Catalogue of Life.